# フランシス・ヘンリー・テイラー
フランシス・ヘンリー・テイラー（英: Francis Henry Taylor、1903年 – 1957年）は、アメリカ合衆国の優れた美術館キュレーターであり、ニューヨークのメトロポリタン美術館で15年間にわたって館長を務めた。
フィラデルフィアに生まれたテイラーは、フィラデルフィア美術館でキュレーターとしての第一歩を踏み出した。1931年にマサチューセッツ州ウースターのウースター美術館の館長となり、その後1940年にニューヨークのメトロポリタン美術館の館長となった。
彼はしばしばショーマンと評され、美術館を単なる美術品の貯蔵庫ではなく活動的な公共サービス機関と考える見方を発展させた。館長在任中にメトロポリタン美術館の入場者数は倍増し、年間230万人に達した。
テイラーは、第二次世界大戦中に設けられ戦地における美術品の保全に取り組んだいわゆるロバーツ委員会の委員のひとりとなった。また、1952年にはメトロポリタン美術館館長として『タイム』誌12月29日号の表紙を飾った。

## おもな著書
- Babel's Tower: The Dilemma of the Modern Museum (1945)
- The Taste of Angels: A History of Art Collecting from Rameses to Napoleon (1948, reprint 1955) - ASIN B0007HX8Y6
- Fifty Centuries of Art (1954)
- Pierpont Morgan as Collector and Patron, 1837-1913 (1957), Pierpont Morgan Library - ASIN B0007DVP6I